# Ernst Karl Friedrich Wunderlich
Ernst Karl Friedrich Wunderlich, född 1783 i Westerengel nära Trebra i Schwarzburg-Sondershausen, död den 14 mars 1816 i Göttingen, var en tysk klassisk filolog. Han var far till Agathon Wunderlich och farfar till Oskar Wunderlich.
Wunderlich var vid gymnasiet i Gotha elev till Friedrich Jacobs. Med dessa förberedelser studerade han 1801–1803 klassisk filologi  vid universitetet i Göttingen som lärjunge till Christian Gottlob Heyne. År 1803 fick han en anställning vid gymnasiet i Göttingen, som finansierade hans fortsatta akademiska studier. År 1806 promoverades han till filosofie doktor och 1808 blev han extra ordinarie professor i klassisk filologi. En av hans elever var Karl Lachmann, som senare grundade den moderna textkritiken. Wunderlich dog oväntat i akut difteri.